# 沃爾福德鎮區 (明尼蘇達州克羅溫縣)
沃爾福德鎮區（英語：Wolford Township）是位於美國明尼蘇達州克羅溫縣的一個行政鎮區。

## 地方資料
沃爾福德鎮區的面積為44.20平方千米，當中陸地面積為37.87平方千米，而水域面積為6.32平方千米。根據2020年美國人口普查的數據，當地共有人口348人，而人口密度為每平方千米7.87人。